# Viking Line

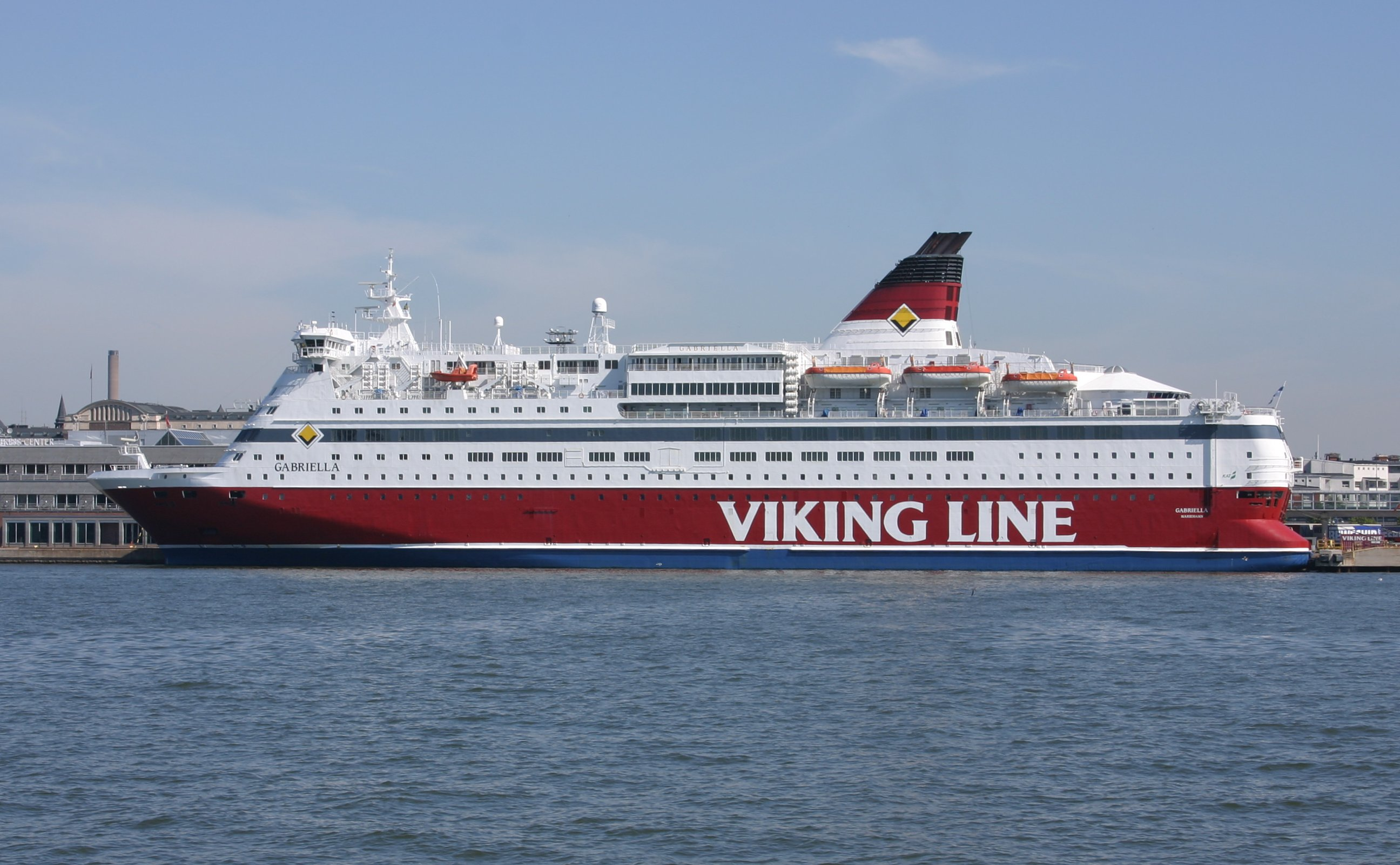
MS Gabriella

Viking Line jest fińskim operatorem promowym działającym na rynku bałtyckich przewozów promowych. Firma, założona w roku 1963, notowana jest na giełdzie w Helsinkach. Viking Line obsługuje przewozy pasażerskie oraz samochodowe między Szwecją, Finlandią i Estonią. Linia dysponuje flotą 7 promów pływających pod banderą fińską lub szwedzką.

## Flota
- MF Viking Cinderella[1]
- MF Gabriella[2]
- MF Viking XPRS[3]
- MF Viking Grace[4]
- MF Viking Glory[5]
- MF Birka Gotland[6]